# Wałoki (obwód miński)
Wałoki (biał. Валокі; ros. Волоки, Wołoki) – wieś na Białorusi, w obwodzie mińskim, w rejonie borysowskim, w sielsowiecie Msciż. W 2009 roku liczyła 109 mieszkańców.